# Public Archaeology
Public Archaeology es una revista científica que aborda las relaciones entre la arqueología, la práctica, la teoría arqueológica y los modelos de gestión del patrimonio cultural, así como la participación de preocupaciones cívicas, gubernamentales y comunitarias. Fue creada en el 2000 y publicada por Manley Publishing.

## Historia
La creación de la revista fue iniciada y dirigida por Peter Ucko, hasta que este se convirtió en director del Instituto de Arqueología del University College de Londres. En 2021, el editor en jefe fue Tim Schadla-Hall y en 2023 este cargo está ocupado por Gabriel Moshenska.

## Temáticas
En los números de la revista se encuentran artículos sobre Derechos Humanos -particularmente aquellos de las poblaciones indígenas vinculados a las tierras y los materiales arqueológicos-; la privatización de la profesión; el lugar de la arqueología en los medios; la relación entre la profesión arqueológica y la emergencia de los nacionalismos modernos; entre otros tópicos.

## Evaluación, periodicidad e indexación
La revista tiene un sistema de revisión por pares y ofrece la posibilidad de publicar en acceso abierto. 
Tiene una peridicidad trimestral, con cuatro números anuales.
En 2023, Public Archaeology está indexada en:
- Anthropological Literature
- Arts & Humanities Citation Index
- British and Irish Archaeological Abstracts
- British Humanities Index
- Current Contents - Arts & Humanities
- European Reference Index for the Humanities (ERIH PLUS)
- Genamics JournalSeek
- Humanities International Complete
- Modern Language Association Bibliography
- Periodicals Index Online
- Scopus
- TOC Premier